# Le Fournet
Le Fournet település Franciaországban, Calvados megyében. Lakosainak száma 76 fő (2022. január 1.). Le Fournet Auvillars, Bonnebosq és Formentin községekkel határos.

## Népesség
A település népességének változása:
| Lakosok száma | 38   | 31   | 43   | 50   | 57   | 58   | 62   | 71   | 76   | 76   |
|               | 1968 | 1982 | 1990 | 2006 | 2013 | 2015 | 2017 | 2019 | 2020 | 2022 |